# كيني دوكت
كيني دوكت (بالإنجليزية: Kenny Duckett)‏ هو لاعب كرة قدم أمريكية أمريكي، ولد في 1 أكتوبر 1959 في وينستون-سالم في الولايات المتحدة، وتوفي بنفس المكان في 15 أبريل 1998 بسبب السكري.

## وصلات خارجية
- كيني دوكت على موقع مرجع كرة القدم المحترفة.كوم (الإنجليزية)